# Elżbietowo
Elżbietowo (kaszb. Elżbétowò) – nieistniejąca kolonia kaszubska w Polsce, w województwie pomorskim, w powiecie kartuskim, w gminie Żukowo. Wieś wchodziła w skład sołectwa Żukowo-Wieś. Miejscowość została zniesiona z dniem 1 stycznia 2015.
W latach 1975–1998 miejscowość należała administracyjnie do województwa gdańskiego.
Wieś graniczyła z miastem Żukowo.